# Portrait d'Ángel Fernández de Soto
Le Portrait d'Ángel Fernández de Soto (ou Portrait bleu d'Ángel Fernández de Soto, voire Le Buveur d'absinthe) est un tableau du peintre espagnol Pablo Picasso réalisé en 1903.

## Présentation de l'œuvre
Œuvre notable de sa période bleue, cette huile sur toile représente l'ami de Picasso, le peintre Ángel Fernández de Soto, frère du sculpteur Mateu Fernández de Soto, dans un bar avec un verre d'absinthe.

## Propriété de l'œuvre
Le tableau appartenait auparavant au compositeur Andrew Lloyd Webber, malgré un conflit sur la propriété de l'œuvre qui aurait été vendue sous la contrainte des nazis. Le 23 juin 2010, le tableau a été vendu aux enchères pour 34,7 millions de livres sterling.